# Manica (dipartimento)
Il dipartimento della Manica (Manche) è un dipartimento francese della regione della Normandia (Normandie).
Comprende quattro circondari (arrondissement), 52 cantoni e 602 comuni. Appartiene alla circoscrizione giudiziaria di Caen e alla regione militare di Rennes. Le principali città, oltre al capoluogo Saint-Lô, sono Cherbourg-Octeville, Granville, Avranches, Coutances, Carentan, Valognes e Pontorson.
Il territorio del dipartimento confina con i dipartimenti del Calvados a nord-est, dell'Orne a sud-est, della Mayenne a sud e dell'Ille-et-Vilaine a sud-ovest. Il territorio comprende la penisola del Cotentin ed è bagnata da ovest a nord-est dal Canale della Manica, per un totale di circa 330 chilometri di coste.

## Geografia fisica

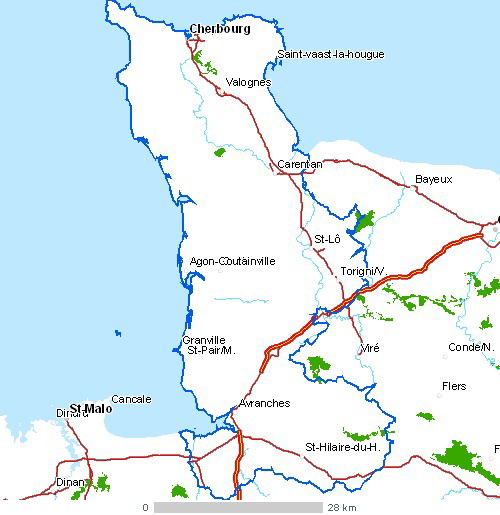
Carta stradale del dipartimento della Manica

### Territorio
La penisola del Cotentin si caratterizza per il carattere variegato delle sue coste e dell'interno. Si stacca dal resto del territorio del dipartimento dalla zona acquitrinosa dei Marais, formata dai fiumi Douve e Merderet. Verso ovest la regione della Hague presenta un rilievo movimentato e una costa frastagliata e selvaggia, mentre a est la valle del fiume Saire e una parte della spiaggia dello sbarco (Utah Beach) presentano una costa regolare con un cordone di dune. Verso l'interno si incontrano paesaggi ricchi di vegetazione, con un altopiano poco elevato ma abbastanza accidentato, la cui altezza raggiunge i 180 metri di altitudine al Capo della Hague.
Il nome della penisola deriva dal toponimo di “Costentin", ossia regione della città di Costanza (Coutances), la quale era stata così chiamata in onore di Costanzo Cloro che l'aveva fatta fortificare, agli inizi del IV secolo. La regione di Saint-Loys e quella di Coutances presentano paesaggi più armoniosi, percorsi dai fiumi Sienne e Vire. Il paesaggio rurale è caratterizzato dal sistema del bocage, ossia appezzamenti recintati da siepi, filari o terrapieni.
La zona di Lessay costituisce un pezzetto di Armorica, con i suoi pini e ginepri, mentre il nord confina con la zona dei Marais del Cotentin. La costa prende qui il nome di Côte des Havres per i numerosi sbocchi di fiumi costieri della parte ovest della penisola. L'altezza media è inferiore ai 50 m.
La regione di Avranches e di Mortain è ricca di contrasti. Le due città dominano dall'alto il paesaggio rurale e la baia del celebre Mont Saint-Michel. La foresta della Lande Pourrie e il lago di Vezins completano la varietà del paesaggio. La costa, piuttosto erta, si addolcisce in prossimità della foce dei fiumi Sée e Sélune, che percorrono il territorio. La Sée è il primo fiume francese per la pesca del salmone. Qui si trova il punto più elevato dell'intero dipartimento, a Saint-Martin-de-Chaulieu (368 m).
La costa tra Granville e il Mont Saint Michel subisce i fenomeni delle maree, con dislivelli tra i più rilevanti in Europa. Geologicamente il territorio si collega al Massiccio armoricano. Il suolo è per la maggior parte costituito da rocce impermeabili, granito e grés.

### Clima
Il clima risente di una forte influenza marittima (clima oceanico), con scarsa escursione termica stagionale (le medie vanno dai 5° del mese di gennaio ai 19° di luglio). La piovosità è elevata.
I venti dominanti sono i grandi venti marini provenienti da ovest, che portano le precipitazioni ma contrastano anche le depressioni atmosferiche.

## Geografia antropica

### Suddivisioni amministrative
Al 1º gennaio 2015:
- Circoscrizione (arrondissement) di Avranches (5 cantoni, 20 comuni)
  - Cantoni di Avranches, Granville, Isigny-le-Buat, Pontorson e Saint-Hilaire-du-Harcouët.
- Circoscrizione (arrondissement) di Cherbourg-Octeville (7 cantoni, 189 comuni)
  - Cantoni di Beaumont-Hague, Bricquebec, Cherbourg-Octeville-Nord-Ovest, Équeurdreville-Hainneville, Les Pieux, Tourlaville e Valognes.
- Circoscrizione (arrondissement) di Coutances (2 cantoni, 160 comuni)
  - Cantoni di Bréhal e Coutances.
- Circoscrizione (arrondissement) di Saint-Lô (3 cantoni, 123 comuni):
  - Cantoni di Carentan, Saint-Lô-Ouest e Villedieu-les-Poêles.

## Storia
Il dipartimento è stato creato durante la rivoluzione francese, il 4 marzo del 1790, in applicazione della legge del 22 dicembre del 1789, a partire dal territorio della provincia di Normandia.
Il suo capoluogo fu inizialmente fissato a Coutances, che fu poi sostituita da Saint-Lô nel 1796. La città di Coutances riprese temporaneamente il ruolo di capoluogo dopo la seconda guerra mondiale, a causa della distruzione quasi totale di Saint-Lô, fino alla ricostruzione di quest'ultima.
Nel 933 il territorio del dipartimento era entrato a fare parte del Ducato di Normandia, ma sotto il re Filippo Augusto, nel 1204, fu reintegrato nel regno di Francia. Restavano tuttavia all'Inghilterra le isole anglo-normanne.

Nel periodo seguente il territorio fu interessato dalla guerra dei cent'anni e dalla cosiddetta "Guerra della Lega del bene pubblico" (sotto il regno di Luigi XI). Diverse contese religiose (guerre di religione francesi) si ebbero negli anni tra il 1559 e il 1571, mentre sotto Luigi XIII si conoscono episodi di brigantaggio di origine feudale e la rivolta dei cosiddetti Nus-Pieds ("Piedi Scalzi") contro le tasse nel 1639.
Nel XVIII secolo gli Inglesi sbarcarono a Cherbourg (1758) e per un periodo il porto di Granville fu sede di attività di corsa. Nel 1786 Cherbourg divenne un importante porto militare.
La regione fu favorevole ai primi rivolgimenti rivoluzionari, ma fu contraria agli eccessi della Convenzione. La reazione in Vandea non trovò appoggio in questa zona e Granville venne invano assediata nel 1793.
Nel XIX secolo la regione subì un'accentuazione dello spopolamento delle campagne, che già era iniziato nel secolo precedente, a causa della diminuzione delle coltivazioni in favore dei pascoli, della decadenza di molte piccole industrie rurali e per l'indebolimento delle attività marittime.
Il dipartimento ebbe un ruolo di primo piano durante lo sbarco in Normandia nella seconda guerra mondiale: una parte delle truppe alleate prese terra alla spiaggia di Sainte-Marie-du-Mont (Utah Beach) e il primo comune a essere liberato fu Sainte-Mère-Église, nella notte tra il 5 e il 6 giugno del 1944. Le conseguenze dei combattimenti furono pesanti, come prova la quasi totale (90%) distruzione del capoluogo Saint-Lô.

## Economia
Le attività economiche sono ripartite sull'insieme del territorio senza una polarizzazione eccessiva intorno ai centri maggiori.
Il dipartimento è il primo in Francia per lo sfruttamento agricolo.
La produzione del latte resta l'attività preponderante, ma si va sviluppando anche la produzione di uova, conigli, volatili e maiali. Lungo la costa si stanno intensificando anche le culture dei legumi.
Grande importanza ha anche l'allevamento dei cavalli (tra cui i Cob Normand), che forniscono cavalli da sella e tra i trottatori migliori del mondo.
Le attività di pesca sono concentrate nei porti di Cherbourg, Granville e Saint-Vaast-la-Hougue, ciascuno dei quali mantiene ancora le consuetudini tradizionali, sfruttando le variegate risorse locali. Si va tuttavia sviluppando anche la pesca commerciale in alto mare.
Negli allevamenti di molluschi si producono in particolare cozze e ostriche, per le quali il dipartimento è attualmente il primo produttore nazionale.
L'industria e l'artigianato occupano circa il 17% della popolazione attiva. I principali settori di attività sono:
- agro-alimentare: sia tradizionale che all'avanguardia, con i prodotti derivati dalle mele e dal latte, produzione di biscotti e legumi e attività derivate dalla macellazione e dalla pesca;
- lavorazione dei metalli, con cantieri navali e lavorazione del rame a Villedieu-les-Poêles (con una tradizionale attività di fabbrica delle campane) e dell'acciaio inox a Sourdeval;
- nucleare, con la costruzione di sottomarini a propulsione nucleare a Cherbourg, il centro di trattamento dei combustibili nucleari di "La Hague" e la centrale elettrica nucleare di Flamanville;
- industrie legate alle costruzioni e ai lavori pubblici (La Hague), elettronica (Mortain) e di trasformazione tessile (Tricots-Saint-James).

## Società

### Evoluzione demografica
Gli abitanti del dipartimento sono detti Manchots o Manchois.
Il dipartimento conta venti città, di cui l'agglomerato di Cherbourg-Octeville è il più importante, con circa 100 000 abitanti, secondo nella regione della Bassa Normandia solo a quello di Caen.
Saint-Lô, capoluogo del dipartimento, raggiunge a mala pena 30 000 abitanti e solo un'altra città, Granville supera i 10 000, mentre Coutances e Avranches non raggiungono ancora tale numero.